# Artiom Antropov
Artiom Antropov (en kazajo: Артём Антропов; 23 de enero de 2000) es un deportista kazajo que compite en halterofilia. Ganó una medalla de oro en el Campeonato Mundial de Halterofilia de 2024, en la categoría de 102 kg.

## Palmarés internacional
| Campeonato Mundial | Campeonato Mundial | Campeonato Mundial | Campeonato Mundial |
| Año                | Lugar              | Medalla            | Categoría          |
| ------------------ | ------------------ | ------------------ | ------------------ |
| 2024               | Manama (Baréin)    | Medalla de oro     | 102 kg             |